# Asociación Civil Minervén Bolívar Fútbol Club
Asociación Civil Minervén Bolívar Fútbol Club, atualmente Minervén Fútbol Club, é um clube de futebol venezuelano.
Fundado em 15 de Janeiro de 1985, na cidade de Puerto Ordaz. Manda seus jogos no Estádio Hector Thomas, com capacidade para 5.000 pessoas. 
O Minervén dos anos 1990 patenteou o que para a esfera venezuelana era um estilo de jogo único na época, baseado no toque curto e vistoso; por conta disso, ficou conhecido como "El Ballet Azul" ("O Balé Azul", em português), apoiando este estilo em jogadores como "El Mago" Stalin Rivas e Félix Hernández.

## Alterações do nome
Ao longo da historia, a equipe fez algumas mudanças no seu nome, a saber:
| Ano  | Nome                                          |
| ---- | --------------------------------------------- |
| 1985 | Club Minervén                                 |
| 2004 | Colegio Iberoamericano Fútbol Club            |
| 2007 | Asociación Civil Minervén Bolívar Fútbol Club |
| 2009 | Asociación Civil Minervén Margarita           |
| 2014 | Minervén Sport Club                           |
| 2019 | Minervén Fútbol Club                          |

## Títulos

### Nacionais
- Campeonato Venezuelano: 1995-96.

Vice-campeonatos
- Campeonato Venezuelano: 1991-92, 1992-93, e 1994-95.